# Associazione Calcio Pisa 1909 2014-2015
Questa voce raccoglie le informazioni riguardanti l'Associazione Calcio Pisa 1909 nelle competizioni ufficiali della stagione 2014-2015.

## Stagione
Nella stagione 2014-2015 il Pisa disputa il trentaseiesimo campionato di terza serie della sua storia, prendendo parte alla Lega Pro unica (campionato nato dalla fusione delle preesistenti Prima e Seconda Divisione). Come nuovo allenatore viene scelto Piero Braglia, che torna sulla panchina nerazzurra a sette anni di distanza dalla promozione in serie B ottenuta nel 2007.
Il Pisa prende parte al terzo turno della Coppa Italia, venendo sconfitto dall'Atalanta (militante in serie A) nella gara secca disputata allo stadio Atleti Azzurri d'Italia di Bergamo.
Il 5 dicembre 2014 il direttore sportivo Pino Vitale si dimette per incomprensioni con il presidente Battini; gli subentra Pietro Tomei.
Lunedi 16 marzo 2015 all'indomani della sconfitta interna contro L'Aquila, Piero Braglia viene esonerato insieme al suo vice Marco Piccioni e al preparatore dei portieri Mauro Isetto, al loro posto viene chiamato Giuseppe Pillon come allenatore, suo fratello Albino Pillon come vice e Giuseppe Martino come preparatore dei portieri. Dopo le prime due partite, entrambe perse, il tecnico veneto si dimette.
Dal 25 marzo la squadra è affidata al tecnico Christian Amoroso, che conclude il campionato a 59 punti con il quinto posto, posizione non sufficiente a disputare i play-off. Il marocchino Rachid Arma con 16 reti in campionato è stato il più prolifico dei calciatori nerazzurri.

## Divise e sponsor
Lo sponsor tecnico per la stagione 2014-2015 è Joma, mentre gli sponsor ufficiali di maglia sono Biancoforno SPA, NGM, SAT e GEU.
Le maglie da gioco sono state rese pubbliche in occasione della presentazione ufficiale della squadra, avvenuta venerdì 8 agosto presso l'Arena Garibaldi di Pisa. La prima maglia è a strisce verticali nere e azzurre, calzoncini neri e calzettoni neri. La seconda maglia è bianca con una striscia obliqua rossa (a rappresentare i colori della città), mentre la terza maglia è rossa con calzoncini in tinta. La maglia dei portieri è verde con calzoncini in tinta.
| Casa | Trasferta | Terza divisa | Portiere |

## Organigramma societario
Dal sito della società.
Area direttiva
- Presidente: Carlo Battini
- Dirigente Responsabile Gestione: Carla Battini
- Segretario Sportivo: Bruno Sabatini
- Segretario Amministrativo: Daniele Belli
- Responsabile Comunicazione: Dott. Riccardo Silvestri
- Responsabile Marketing: Gabriele Minchella
- Collaboratori Tecnici: Renzo Melani – Andrea Orlandini
- Delegato Sicurezza: Dott. Roberta Castellini
- Vice-Delegato alla Sicurezza: Sergio Agostini
- Responsabile Stadio e Logistica: Claudio Gavina
- Responsabile Magazzino-Materiali: Itania Ricci
- Magazziniere: Claudio del Guerra

Area tecnica
- Direttore sportivo: Giuseppe Vitale sostituito da Pietro Tomei da gennaio 2015
- Allenatore: Piero Braglia sostituito da Giuseppe Pillon da marzo 2015
- Allenatore in seconda: Marco Piccioni sostituito da Albino Pillon da marzo 2015
- Preparatore dei portieri: Mauro Isetto sostituito da Giuseppe Martino da marzo 2015
- Preparatore Atletico: Prof. Franco Ferrini
- Team Manager: Dott. Riccardo Silvestri

Settore giovanile
- Allenatore Berretti: Christian Amoroso
- Assistente Allenatore Berretti: Alessandro Alfani Rossi
- Dirigente Accompagnatore Berretti: Paolo Biso
- Preparatore Atletico	Berretti: Luca Trotta
- Massaggiatore Berretti: Matteo Burragato
- Medico Berretti: Virgilio Di Legge
- Preparatore dei Portieri Berretti: Roberto Marconcini

Area sanitaria
- Responsabile Sanitario: Prof. Ferdinando Franzoni
- Medico Addetto 1ª Squadra: Dott. Marco Pallini
- Medico Sociale: Dott. Sergio Precisi
- Medico Sociale: Dott. Leonardo Tocchini
- Medico Sociale: Dott. Virgilio Di Legge
- Recupero Infortunati e Riatletizzazione: Dott. Simone Casarosa
- Responsabile Fisioterapia: Dott. Giovanni Santarelli
- Fisioterapista: Dott. Alessandro Frosini
- Massaggiatore: Marco Deri
- Specialisti: Dott. Ferdinando Rognini (otorino), Dott. Michele Palla (oculista), Dott. Antonio Marioni (chirurgo), Dott. Antonio Magliaro (dermatologo), Dott. Alessandro Paolicchi (radiologo), Dott. Marco Ferretti (podologo). Dott. Massimo Gargani (endocrinologo e nutrizionista).
- Centro di riferimento: Casa di Cura San Rossore

## Rosa
Rosa aggiornata al 2 febbraio 2015.
| N. |                   | Ruolo | Calciatore        |
| -- | ----------------- | ----- | ----------------- |
|    | Italia (bandiera) | P     | Davide Adornato   |
|    | Italia (bandiera) | P     | Simone Moschin    |
|    | Italia (bandiera) | P     | Alberto Pelagotti |
|    | Italia (bandiera) | D     | Jacopo Anichini   |
|    | Italia (bandiera) | D     | Giacomo Benedini  |
|    | Italia (bandiera) | D     | Alexander Caputo  |
|    | Italia (bandiera) | D     | Filippo Costa     |
|    | Italia (bandiera) | D     | Ramon D'Angina    |
|    | Italia (bandiera) | D     | Stefano Dicuonzo  |
|    | Italia (bandiera) | D     | Andrea Lisuzzo    |
|    | Italia (bandiera) | D     | Massimo Paci      |
|    | Italia (bandiera) | D     | Eros Pellegrini   |
|    | Italia (bandiera) | D     | Massimo Paci      |
|    | Italia (bandiera) | D     | Paolo Rozzio      |
|    | Italia (bandiera) | D     | Filippo Costa     |
|    | Italia (bandiera) | D     | Simone Sini       |
|    | Italia (bandiera) | C     | Andrea Caponi     |

| N. |                    | Ruolo | Calciatore          |
| -- | ------------------ | ----- | ------------------- |
|    | Italia (bandiera)  | C     | Lorenzo Coccolo     |
|    | Italia (bandiera)  | C     | Manuel Iori         |
|    | Italia (bandiera)  | C     | Matteo Mandorlini   |
|    | Italia (bandiera)  | C     | Gianvito Misuraca   |
|    | Italia (bandiera)  | C     | Stefano Morrone     |
|    | Italia (bandiera)  | C     | Luca Ricciardi      |
|    | Marocco (bandiera) | A     | Rachid Arma         |
|    | Italia (bandiera)  | A     | Andrea Arrighini    |
|    | Italia (bandiera)  | A     | Moreno Beretta      |
|    | Italia (bandiera)  | A     | Francesco Finocchio |
|    | Italia (bandiera)  | A     | Marco Frediani      |
|    | Italia (bandiera)  | A     | Roberto Floriano    |
|    | Italia (bandiera)  | A     | Giuseppe Giovinco   |
|    | Ghana (bandiera)   | A     | Emmanuel Gyasi      |
|    | Italia (bandiera)  | A     | Aiman Napoli        |
|    | Italia (bandiera)  | A     | Filippo Nuti        |
|    | Italia (bandiera)  | A     | Francesco Stanco    |

## Calciomercato

### Sessione estiva (dal 1/7/2014 al 2/9/2014)
| Acquisti | Acquisti            | Acquisti  | Acquisti             |
| Ruolo    | Nome                | da        | Modalità             |
| -------- | ------------------- | --------- | -------------------- |
| P        | Alberto Pelagotti   | Empoli    | prestito             |
| D        | Simone Sini         | Roma      | prestito             |
| D        | Massimo Paci        | Brescia   | definitivo           |
| D        | Andrea Lisuzzo      | Spezia    | definitivo           |
| D        | Stefano Dicuonzo    | Benevento | definitivo           |
| C        | Manuel Iori         | Padova    | definitivo           |
| C        | Gianvito Misuraca   | Parma     | prestito             |
| C        | Matteo Mandorlini   | Brescia   | definitivo           |
| D        | Filippo Costa       | Chievo    | prestito             |
| D        | Giacomo Benedini    | Torino    | definitivo triennale |
| C        | Lorenzo Coccolo     | Torino    | definitivo triennale |
| A        | Emmanuel Gyasi      | Torino    | prestito             |
| C        | Stefano Morrone     | Latina    | prestito             |
| P        | Simone Moschin      | Chievo    | prestito             |
| A        | Francesco Stanco    | Modena    | prestito             |
| A        | Francesco Finocchio | Parma     | prestito             |
| A        | Marco Frediani      | Roma      | prestito             |
| A        | Moreno Beretta      |           | svincolato           |

| Cessioni | Cessioni           | Cessioni    | Cessioni                  |
| R.       | Nome               | a           | Modalità                  |
| -------- | ------------------ | ----------- | ------------------------- |
| P        | Maurizio Pugliesi  | Empoli      | fine contratto            |
| P        | Ivan Provedel      | Perugia     | fine prestito Chievo      |
| D        | Rocco Sabato       | Pavia       | fine contratto            |
| D        | Jevrem Kosnic      | Honvéd      | fine prestito Palermo     |
| C        | Gianluca Sampietro | Ancona      | fine prestito Sampdoria   |
| C        | Bruno Martella     | Crotone     | fine prestito Sampdoria   |
| D        | Edoardo Goldaniga  | Perugia     | fine prestito Juventus    |
| C        | Daniele Mannini    | Lecce       | fine contratto            |
| C        | Francesco Favasuli | Salernitana | fine contratto            |
| C        | Nicola Mingazzini  | Lucchese    | fine contratto            |
| C        | Michael Cia        | Südtirol    | fine prestito AlbinoLeffe |
| C        | Louise Parfait     | Chiasso     | fine prestito Cesena      |
| A        | Mauro Bollino      | Foggia      | fine prestito Palermo     |
| A        | Luca Strizzolo     | Lucchese    | fine contratto            |
| A        | Francesco Forte    | Forlì       | fine prestito Inter       |

### Sessione invernale (dal 5/1/2015 al 2/2/2015)
| Acquisti | Acquisti         | Acquisti  | Acquisti   |
| Ruolo    | Nome             | da        | Modalità   |
| -------- | ---------------- | --------- | ---------- |
| A        | Roberto Floriano | Barletta  | definitivo |
| C        | Luca Ricciardi   | Latina    | prestito   |
| A        | Andrea Arrighini | Avellino  | prestito   |
| C        | Andrea Caponi    | Pontedera | definitivo |

| Cessioni | Cessioni          | Cessioni   | Cessioni             |
| R.       | Nome              | a          | Modalità             |
| -------- | ----------------- | ---------- | -------------------- |
| A        | Giuseppe Giovinco | Savona     | definitivo           |
| D        | Alexander Caputo  | Gorica     | prestito             |
| A        | Emmanuel Gyasi    | Mantova    | fine prestito Torino |
| C        | Lorenzo Coccolo   | Prato      | prestito             |
| A        | Francesco Stanco  | Cittadella | fine prestito Modena |

## Risultati

### Campionato

#### Girone di andata
| Arbitro: | Rapuano (Rimini) |

|                                               |           |                |
| G. Giovinco 25’ Arma 41’ (rig.), 90+4’ (rig.) | Marcatori | 49’ Donnarumma |

| Arbitro: | Baldicchi (Città di Castello) |

|             |           |             |
| Guidone 70’ | Marcatori | 74’ Morrone |

| Arbitro: | Morreale (Roma) |

|                                 |           |               |
| Morrone 7’ Arma 66’ (rig.), 91’ | Marcatori | 11’ Vettraino |

| Arbitro: | Guccini (Albano Laziale) |

|  |           |                          |
|  | Marcatori | 69’ G. Giovinco 75’ Arma |

| Pisa 20 settembre 2014, ore 17:00 CEST 5ª giornata | Pisa                    | 0 – 0 referto | Reggiana | Stadio Arena Garibaldi-Romeo Anconetani (5.653 spett.)\| Arbitro: \| Paolini (Ascoli Piceno) \| |
| Arbitro:                                           | Paolini (Ascoli Piceno) |               |          |                                                                                                 |

| Arbitro: | Marinelli (Tivoli) |

|                |           |  |
| L. Carboni 44’ | Marcatori |  |

| Arbitro: | Serra (Torino) |

|          |           |             |
| Arma 73’ | Marcatori | 93’ Vettori |

| Arbitro: | Marini (Roma) |

|           |           |          |
| Perez 74’ | Marcatori | 36’ Arma |

| Arbitro: | Martinelli (Roma) |

|              |           |                |
| Misuraca 64’ | Marcatori | 26’ (45) Verna |

| Arbitro: | Di Ruberto (Nocera Inferiore) |

|               |           |                                      |
| Del Pinto 47’ | Marcatori | 43’ Morrone 68’, 90+2’ Arma 82’ Iori |

| Arbitro: | Mantelli (Brescia) |

|                 |           |  |
| G. Giovinco 68’ | Marcatori |  |

| Pisa 7 novembre 2014, ore 20.45 CET 12ª giornata | Pisa                        | 0 – 0 referto | Lucchese | Stadio Arena Garibaldi-Romeo Anconetani (6.930 spett.)\| Arbitro: \| Valinate (Nocera Inferiore) \| |
| Arbitro:                                         | Valinate (Nocera Inferiore) |               |          | |

| Arbitro: | Cifelli (Campobasso) |

|  |           |          |
|  | Marcatori | 25’ Arma |

| Arbitro: | Tardino (Milano) |

|  |           |                 |
|  | Marcatori | 90’ Castagnetti |

| Arbitro: | Dei Giudici (Latina) |

|  |           |            |
|  | Marcatori | 80’ Rozzio |

| Arbitro: | Di Martino (Teramo) |

|                             |           |  |
| Vassallo 26’ Piscitella 50’ | Marcatori |  |

| Arbitro: | Illuzzi (Molfetta) |

|                        |           |             |
| Iori 12’ Finocchio 50’ | Marcatori | 52’ Cognini |

| Arbitro: | Formato (Benevento) |

|                       |           |                                                 |
| C. Colombo 80’ (rig.) | Marcatori | 29’ Finocchio 48’ (rig.), 86’ Arma 58’ Misuraca |

| Arbitro: | Rasia (Bassano del Grappa) |

|  |           |              |
|  | Marcatori | 67’ Melandri |

#### Girone di ritorno
| Arbitro: | Fiore (Barletta) |

|               |           |          |
| A. Bucchi 80’ | Marcatori | 73’ Arma |

| Arbitro: | Fourneau (Roma) |

|              |           |  |
| Frediani 47’ | Marcatori |  |

| Arbitro: | Caso (Verona) |

|               |           |                |
| Regolanti 68’ | Marcatori | 81’ M. Beretta |

| Arbitro: | D'Apice (Arezzo) |

|                        |           |  |
| Arrighini 32’ Arma 57’ | Marcatori |  |

| Arbitro: | Marini (Roma) |

|              |           |              |
| Petković 83’ | Marcatori | 73’ Misuraca |

| Arbitro: | Strippoli (Bari) |

|          |           |  |
| Sini 66’ | Marcatori |  |

| Pontedera 21 febbraio 2015, ore 16.00 CET 26ª giornata | Pontedera                     | 0 – 0 referto | Pisa | Stadio Ettore Mannucci (2482 spett.)\| Arbitro: \| Di Roberto (Nocera Inferiore) \| |
| Arbitro:                                               | Di Roberto (Nocera Inferiore) |               |      |                                                                                     |

| Arbitro: | Illuzzi (Molfetta) |

|  |           |           |
|  | Marcatori | 66’ Perez |

| Arbitro: | Colarossi (Roma) |

|  |           |              |
|  | Marcatori | 37’ Floriano |

| Arbitro: | Lacagnina (Caltanissetta) |

|  |           |                           |
|  | Marcatori | 48’ Pacilli 55’ F. Virdis |

| Arbitro: | Piscopo (Imperia) |

|               |           |  |
| La Mantia 85’ | Marcatori |  |

| Arbitro: | Pagliardini (Arezzo) |

|                                  |           |                 |
| Lo Sicco 60’ F. Forte 83’ (rig.) | Marcatori | 63’ (rig.) Arma |

| Pisa 27 marzo 2015, ore 20:45 CET 32ª giornata | Pisa                      | 0 – 0 | Prato | Stadio Arena Garibaldi-Romeo Anconetani (5.072 spett.)\| Arbitro: \| Melidoni (Frattamaggiore) \| |
| Arbitro:                                       | Melidoni (Frattamaggiore) |       |       |                                                                                                   |

| Arbitro: | Baldicchi (Città di Castello) |

|                    |           |                         |
| Cellini 62’ (rig.) | Marcatori | 4’ Lisuzzo 46’ Floriano |

| Arbitro: | Vesprini (Macerata) |

|  |           |            |
|  | Marcatori | 36’ Zigoni |

| Arbitro: | Cifelli (Campobasso) |

|                                                           |           |                         |
| Mandorlini 34’ Floriano 62’ Arrighini 80’ Ricciardi 90+2’ | Marcatori | 21’ Mungo 84’ Coulibaly |

| Arbitro: | Dionisi (L'Aquila) |

|             |           |          |
| Tavares 79’ | Marcatori | 72’ Iori |

| Arbitro: | Amabile (Vicenza) |

|                        |           |                |
| Arma 18’ Finocchio 63’ | Marcatori | 24’ C. Colombo |

| Arbitro: | Lanza (Nichelino) |

|                                                               |           |            |
| Melandri 15’, 52’, 55’ Morga 18’ (rig.) M. Beretta 33’ (aut.) | Marcatori | 23’ Caponi |

### Coppa Italia

#### Primo turno
| Arbitro: | D’Apice (Arezzo) |

|                                         |           |  |
| Stanco 13’ Napoli 69’, 87’ Frediani 73’ | Marcatori |  |

#### Secondo turno
| Arbitro: | Ros (Pordenone) |

|                          |           |            |
| Arma 49’ G. Giovinco 82’ | Marcatori | 54’ Concas |

#### Terzo turno
| Arbitro: | Di Paolo (Avezzano) |

|                            |           |  |
| Cigarini 9’ Spinazzola 81’ | Marcatori |  |

### Coppa Italia Lega Pro

#### Sedicesimi di finale
| Arbitro: | Dionisi (L'Aquila) |

|                                  |           |  |
| Frediani 4’, 29’ Stanco 10’, 80’ | Marcatori |  |

#### Ottavi di finale
| Arbitro: | Prontera (Bologna) |

|                                            |           |                 |
| Polvani 50’ Della Latta 72’ Bartolomei 77’ | Marcatori | 32’ G. Giovinco |

## Statistiche
Aggiornate al 9 maggio 2015.

### Statistiche di squadra
| Competizione          | Punti | In casa | In casa | In casa | In casa | In casa | In casa | In trasferta | In trasferta | In trasferta | In trasferta | In trasferta | In trasferta | Totale | Totale | Totale | Totale | Totale | Totale | DR  |
| Competizione          | Punti | G       | V       | N       | P       | Gf      | Gs      | G            | V            | N            | P            | Gf           | Gs           | G      | V      | N      | P      | Gf     | Gs     | DR  |
| --------------------- | ----- | ------- | ------- | ------- | ------- | ------- | ------- | ------------ | ------------ | ------------ | ------------ | ------------ | ------------ | ------ | ------ | ------ | ------ | ------ | ------ | --- |
| Campionato            | 59    | 19      | 9       | 4       | 6       | 21      | 15      | 19           | 7            | 7            | 5            | 23           | 20           | 38     | 16     | 11     | 11     | 44     | 35     | +9  |
| Coppa Italia          | -     | 2       | 2       | 0       | 0       | 6       | 1       | 1            | 0            | 0            | 1            | 0            | 2            | 3      | 2      | 0      | 1      | 6      | 3      | +3  |
| Coppa Italia Lega Pro | -     | 1       | 1       | 0       | 0       | 4       | 0       | 1            | 0            | 0            | 1            | 1            | 3            | 2      | 1      | 0      | 1      | 5      | 3      | +2  |
| Totale                | 59    | 22      | 12      | 4       | 6       | 31      | 16      | 21           | 7            | 7            | 7            | 24           | 25           | 43     | 19     | 11     | 13     | 55     | 41     | +14 |

### Andamento in campionato
| Giornata  | 1 | 2 | 3 | 4 | 5 | 6 | 7 | 8 | 9 | 10 | 11 | 12 | 13 | 14 | 15 | 16 | 17 | 18 | 19 | 20 | 21 | 22 | 23 | 24 | 25 | 26 | 27 | 28 | 29 | 30 | 31 | 32 | 33 | 34 | 35 | 36 | 37 | 38 |
| --------- | - | - | - | - | - | - | - | - | - | -- | -- | -- | -- | -- | -- | -- | -- | -- | -- | -- | -- | -- | -- | -- | -- | -- | -- | -- | -- | -- | -- | -- | -- | -- | -- | -- | -- | -- |
| Luogo     | C | T | C | T | C | T | C | T | C | T  | C  | C  | T  | C  | T  | T  | C  | T  | C  | T  | C  | T  | C  | T  | C  | T  | C  | T  | C  | T  | T  | C  | T  | C  | C  | T  | C  | T  |
| Risultato | V | N | V | V | N | P | N | N | P | V  | V  | N  | V  | P  | V  | P  | V  | V  | P  | N  | V  | N  | V  | R  | V  | N  | P  | V  | P  | P  | P  | N  | V  | P  | V  | N  | V  | P  |
| Posizione | 2 | 4 | 1 | 1 | 1 | 2 | 2 | 3 | 9 | 5  | 2  | 2  | 2  | 3  | 3  | 4  | 2  | 2  | 3  | 4  | 3  | 4  | 4  | 4  | 4  | 4  | 4  | 4  | 4  | 4  | 4  | 5  | 5  | 6  | 5  | 5  | 5  | 5  |

Fonte:  GIRONE B STATISTICA, su lega-pro.com.
Legenda:

Luogo: C = Casa; T = Trasferta. Risultato: R = Rinviata; V = Vittoria; N = Pareggio; P = Sconfitta.

### Statistiche dei giocatori
Aggiornate al 16 marzo 2015.
| Giocatore     | Lega Pro | Lega Pro | Lega Pro    | Lega Pro   | Coppa Italia | Coppa Italia | Coppa Italia | Coppa Italia | Coppa Italia Lega Pro | Coppa Italia Lega Pro | Coppa Italia Lega Pro | Coppa Italia Lega Pro | Totale   | Totale | Totale      | Totale     |
| Giocatore     | Presenze | Reti     | Ammonizioni | Espulsioni | Presenze     | Reti         | Ammonizioni  | Espulsioni   | Presenze              | Reti                  | Ammonizioni           | Espulsioni            | Presenze | Reti   | Ammonizioni | Espulsioni |
| ------------- | -------- | -------- | ----------- | ---------- | ------------ | ------------ | ------------ | ------------ | --------------------- | --------------------- | --------------------- | --------------------- | -------- | ------ | ----------- | ---------- |
| R. Arma       | 24       | 14       | 5           | 0          | 3            | 1            | 0            | 0            | -                     | -                     | -                     | -                     | 27       | 15     | 5           | 0          |
| F. Costa      | 17       | 0        | 2           | 0          | 3            | 0            | 0            | 0            | -                     | -                     | -                     | -                     | 20       | 0      | 2           | 0          |
| S. Dicuonzo   | 19       | 0        | 6           | 1          | 3            | 0            | 0            | 0            | 2                     | 0                     | 0                     | 0                     | 24       | 0      | 6           | 1          |
| F. Finocchio  | 19       | 2        | 2           | 0          | 3            | 0            | 0            | 0            | 2                     | 0                     | 1                     | 0                     | 24       | 2      | 3           | 0          |
| A. Caputo     | 1        | 0        | 0           | 0          | -            | -            | -            | -            | -                     | -                     | -                     | -                     | 1        | 0      | 0           | 0          |
| M. Frediani   | 16       | 1        | 2           | 0          | 2            | 1            | 0            | 0            | 2                     | 2                     | 0                     | 1                     | 20       | 4      | 2           | 1          |
| G. Giovinco   | 13       | 3        | 1           | 0          | 3            | 1            | 0            | 0            | 2                     | 1                     | 0                     | 0                     | 18       | 5      | 1           | 0          |
| E. Gyasi      | 2        | 0        | 0           | 0          | 0            | 0            | 0            | 0            | 1                     | 0                     | 0                     | 0                     | 3        | 0      | 0           | 0          |
| M. Iori       | 25       | 2        | 9           | 0          | 3            | 0            | 0            | 0            | -                     | -                     | -                     | -                     | 28       | 2      | 9           | 0          |
| A. Lisuzzo    | 23       | 0        | 7           | 0          | 3            | 0            | 1            | 0            | 1                     | 0                     | 0                     | 0                     | 27       | 0      | 8           | 0          |
| M. Mandorlini | 19       | 0        | 3           | 0          | 2            | 0            | 0            | 0            | 2                     | 0                     | 0                     | 0                     | 23       | 0      | 3           | 0          |
| G. Misuraca   | 21       | 2        | 4           | 0          | 0            | 0            | 0            | 0            | 1                     | 0                     | 0                     | 1                     | 22       | 2      | 4           | 1          |
| S. Morrone    | 23       | 4        | 9           | 0          | 3            | 0            | 3            | 1            | -                     | -                     | -                     | -                     | 26       | 4      | 12          | 1          |
| S. Moschin    | 2        | -2       | 0           | 0          | 0            | 0            | 0            | 0            | 2                     | -3                    | 0                     | 0                     | 4        | -5     | 0           | 0          |
| A. Napoli     | 15       | 0        | 2           | 0          | 2            | 2            | 0            | 0            | -                     | -                     | -                     | -                     | 17       | 2      | 2           | 0          |
| M. Paci       | 17       | 0        | 5           | 0          | 3            | 0            | 1            | 0            | -                     | -                     | -                     | -                     | 20       | 0      | 6           | 0          |
| A. Pelagotti  | 27       | -16      | 3           | 1          | 3            | -3           | 0            | 0            | -                     | -                     | -                     | -                     | 30       | -19    | 3           | 1          |
| E. Pellegrini | 20       | 0        | 5           | 0          | 3            | 0            | 0            | 0            | -                     | -                     | -                     | -                     | 23       | 0      | 5           | 0          |
| P. Rozzio     | 16       | 1        | 1           | 0          | 0            | 0            | 0            | 0            | 1                     | 0                     | 0                     | 0                     | 17       | 1      | 1           | 0          |
| S. Sini       | 26       | 1        | 5           | 0          | 2            | 0            | 0            | 0            | 1                     | 0                     | 0                     | 1                     | 29       | 1      | 5           | 1          |
| F. Stanco     | 14       | 0        | 2           | 0          | 2            | 1            | 0            | 0            | 2                     | 2                     | 0                     | 0                     | 18       | 3      | 2           | 0          |
| M. Beretta    | 7        | 1        | 1           | 0          | 0            | 0            | 0            | 0            | 1                     | 0                     | 0                     | 0                     | 8        | 1      | 1           | 0          |
| L. Ricciardi  | 2        | 0        | 2           | 1          | -            | -            | -            | -            | -                     | -                     | -                     | -                     | 2        | 0      | 2           | 1          |
| A. Caponi     | 4        | 0        | 0           | 0          | -            | -            | -            | -            | -                     | -                     | -                     | -                     | 4        | 0      | 0           | 0          |
| A. Arrighini  | 8        | 1        | 0           | 0          | -            | -            | -            | -            | -                     | -                     | -                     | -                     | 8        | 1      | 0           | 0          |
| R. Floriano   | 9        | 1        | 2           | 0          | -            | -            | -            | -            | -                     | -                     | -                     | -                     | 9        | 1      | 2           | 0          |
| G. Benedini   | 2        | 0        | 0           | 0          | 0            | 0            | 0            | 0            | 1                     | 0                     | 0                     | 0                     | 3        | 0      | 0           | 0          |
| L. Coccolo    | 0        | 0        | 0           | 0          | 0            | 0            | 0            | 0            | 1                     | 0                     | 0                     | 0                     | 1        | 0      | 0           | 0          |
| D. Adornato   | 0        | -0       | 0           | 0          | -            | -            | -            | -            | 0                     | -0                    | 0                     | 0                     | 0        | -0     | 0           | 0          |
| F. Camero     | -        | -        | -           | -          | -            | -            | -            | -            | 1                     | 0                     | 0                     | 0                     | 1        | 0      | 0           | 0          |
| R. D'Angina   | -        | -        | -           | -          | -            | -            | -            | -            | 2                     | 0                     | 1                     | 0                     | 2        | 0      | 1           | 0          |
| F. Nuti       | -        | -        | -           | -          | -            | -            | -            | -            | 1                     | 0                     | 0                     | 0                     | 1        | 0      | 0           | 0          |
| J. Anichini   | -        | -        | -           | -          | -            | -            | -            | -            | 1                     | 0                     | 0                     | 0                     | 1        | 0      | 0           | 0          |

## Giovanili

### Organigramma
Dal sito della società.
Area direttiva
- Direttore generale Settore Giovanile: Luca Baldi
- Responsabile area sportiva: Simone Di Bella
- Responsabile tecnico: Simone Di Rita
- Responsabile SCOUTING: Moreno Simonetti
- Direttore sportivo: Umberto Aringhieri
- Direttore tecnico Academy Pisa: Marco Orsini

Responsabili di settore
- Responsabile preparatore Portieri: Enrico Magnozzi
- Responsabile preparatore Atletico: Fausto Berni
- Responsabile Fisioterapisti: Gino Petri
- Responsabile Fisioterapisti: Dario Del Cesta
- Responsabile segreteria generale: Gianni Riccio
- Medico referente BERRETTI: Dott. Virgilio Di Legge

### Piazzamenti
- Berretti: in corso
- Allievi nazionali: in corso
- Giovanissimi nazionali: in corso
- Giovanissimi prof. regionali: in corso
- Giovanissimi B regionali: in corso
- Esordienti: in corso